# Gle Kaboe
Gle Kaboe är en kulle i Indonesien.   Den ligger i provinsen Aceh, i den västra delen av landet, 1 800 km nordväst om huvudstaden Jakarta. Toppen på Gle Kaboe är 226 meter över havet.
Terrängen runt Gle Kaboe är huvudsakligen kuperad, men österut är den bergig. Havet är nära Gle Kaboe åt sydväst.Runt Gle Kaboe är det glesbefolkat, med 8 invånare per kvadratkilometer. I omgivningarna runt Gle Kaboe växer i huvudsak städsegrön lövskog.